# Mount Auburn (Illinois)
Mount Auburn és una població dels Estats Units a l'estat d'Illinois. Segons el cens del 2000 tenia 515 habitants.

## Demografia
Segons el cens del 2000, Mount Auburn tenia 515 habitants, 223 habitatges, i 156 famílies. La densitat de població era de 200,9 habitants/km².
Dels 223 habitatges en un 25,6% hi vivien nens de menys de 18 anys, en un 58,3% hi vivien parelles casades, en un 8,1% dones solteres, i en un 30% no eren unitats familiars. En el 26,5% dels habitatges hi vivien persones soles el 13,5% de les quals corresponia a persones de 65 anys o més que vivien soles. El nombre mitjà de persones vivint en cada habitatge era de 2,31 i el nombre mitjà de persones que vivien en cada família era de 2,77.
Per edats la població es repartia de la següent manera: un 20,2% tenia menys de 18 anys, un 9,7% entre 18 i 24, un 28,2% entre 25 i 44, un 25,8% de 45 a 60 i un 16,1% 65 anys o més.
L'edat mediana era de 41 anys. Per cada 100 dones de 18 o més anys hi havia 86,8 homes.
La renda mediana per habitatge era de 45.417 $ i la renda mediana per família de 47.604 $. Els homes tenien una renda mediana de 35.000 $ mentre que les dones 21.389 $. La renda per capita de la població era de 18.829 $. Aproximadament l'1,9% de les famílies i el 2,4% de la població estaven per davall del llindar de pobresa.

## Poblacions més properes
El següent diagrama mostra les poblacions més properes.